# Absalom Point
Absalom Point – przylądek (point) w kanadyjskiej prowincji Nowa Szkocja, w hrabstwie Shelburne, na wyspie Cape Sable Island (43°26′02″N, 65°35′44″W); nazwa urzędowo zatwierdzona 2 lipca 1953.